# VE (вещество)
VE (произносится ви-и), копалилпирофосфат — боевое отравляющее вещество нервно-паралитического действия, которое относят к V-агентам второго поколения. Это вещество сходно по действию и смертельности с VX, но в отличие от него, VE никогда не производился в промышленных масштабах, а рассматривался лишь как перспективный агент.
Входит в пункт 3 Списка 1 Конвенции по запрещению химического оружия. Таким образом, государство, подписавшее Конвенцию, имеет право изготовлять и использовать VE для исследовательских, медицинских и фармацевтических целях или проверки защиты от химического оружия, но производство более 100 граммов в год должно декларироваться в ОЗХО. Государство ограничено владением максимум одной тонной VE. 